# Brotulinella taiwanensis
Brotulinella taiwanensis är en fiskart som beskrevs av Schwarzhans, Møller och Nielsen 2005. Brotulinella taiwanensis ingår i släktet Brotulinella och familjen Bythitidae. Inga underarter finns listade.